# Rudolf Stammler
Rudolf Stammler (Alsfeld, 19 febbraio 1856 – Wernigerode, 25 aprile 1938) è stato un giurista tedesco.
Fu tra i primi appartenenti alla scuola neokantiana a presentare una sua teoria della scienza giuridica, con lo scopo di coniugare l'analisi etica del diritto con il riconoscimento di una sua precisa scientificità. Per Stammler il concetto di diritto doveva ricercasi anteriormente all'esperienza del diritto stesso, in forma pura, così da costruire una scienza giuridica. La sua formula di «diritto naturale a contenuto variabile» servì a recuperare parte delle teorie giusnaturalistiche, cadute in disgrazia per le critiche di antistoricità.
Nel suo lavoro distinse il concetto puramente formale di diritto dall'ideale della realizzazione della giustizia. Secondo lui, invece di reagire e adattare la legge alle pressioni economiche, la legge dovrebbe essere deliberatamente orientata verso l’ideale attuale.